# دييغو سيجورا
دييغو سيجورا (بالإسبانية: Diego Segura Ramirez)‏ (16 يونيو 1984 بإشبيلية في إسبانيا - ) هو لاعب كرة قدم إسباني في مركز الهجوم. لعب مع ديبورتيفو ألافيس وريال بيتيس وريال خاين ونادي سبتة ونادي كارتاخينا ونادي ماربيا وريال بيتيس بي ونادي ديبورتيفو الكالا.

## وصلات خارجية
- دييغو سيجورا على موقع قاعدة بيانات كرة القدم.إي يو (الإنجليزية)
- دييغو سيجورا على موقع Soccerway.com (الإنجليزية)
- دييغو سيجورا على موقع AS.com (الإسبانية)